# Mistrzostwa Oceanii w Zapasach 2019
Mistrzostwa Oceanii w zapasach w 2019 odbyły się w dniach 20 – 21 kwietnia w Yona na Guamie, na terenie Leo Palace Resort. W tabeli medalowej tryumfowali zapaśnicy Guamu.

## Wyniki

### Styl klasyczny
| Konkurencja        | Złoto               | Srebro           | Brąz          |
| Kategoria do 55 kg | Joklur Bollong      | Josh Failauga    | ----          |
| Kategoria do 63 kg | Lowe Bingham        | Keoni Terorortua | ----          |
| Kategoria do 67 kg | Christian Nicolescu | Lynch Santos     | Kenfield Mike |
| Kategoria do 72 kg | Jarvis Tarkong      | Paul Palik       | Solomon King  |
| Kategoria do 82 kg | Nolan Puletasi      | Keanson Sigrah   | ---           |
| Kategoria do 87 kg | Michael Shinohara   | Skarlee Renguul  | ----          |
| Kategoria do 97 kg | Joseph Dobson       | Ketetemoka Burns | ----          |

### Styl wolny
| Konkurencja        | Złoto              | Srebro              | Brąz             |
| Kategoria do 57 kg | Jordon Evangelista | Joklur Bollong      | ----             |
| Kategoria do 61 kg | Ethan Aguigui      | Justin Holland      | Suraj Singh      |
| Kategoria do 65 kg | Lowe Bingham       | Christian Nicolescu | Lynch Santos     |
| Kategoria do 70 kg | Jarvis Tarkong     | Solomon King        | Kenfield Mike    |
| Kategoria do 74 kg | Mehrdad Tarash     | Guy Delumeau        | Taylor Pickering |
| Kategoria do 79 kg | Sean Keating       | Nicholas Delatovic  | ----             |
| Kategoria do 86 kg | Michael Shinohara  | Nolan Puletasi      | Skarlee Renguul  |
| Kategoria do 97 kg | Ketetemoka Burns   | Thomas Barns        | Joseph Dobson    |

### Styl wolny - kobiety
| Konkurencja        | Złoto             | Srebro           | Brąz |
| Kategoria do 55 kg | Rckaela Aquino    | Irene Symeonidis | ---- |
| Kategoria do 59 kg | Mia-Lahnee Aquino | Ana Moceyawa     | ---- |
| Kategoria do 76 kg | Michelle Montague | Naomi De Bruine  | ---- |

- Tayla Ford z Nowej Zelandii w wadze 62 kg, zdobyła tytuł bez walki. Jej złoty medal nie został uwzględniony w tabeli medalowej.

## Tabela medalowa
Gospodarz mistrzostw został zaznaczony kolorem.
| Poz. | Państwo             |    |    |   | Łącznie |
| ---- | ------------------- | -- | -- | - | ------- |
| 1    | Guam                | 6  | 1  | 1 | 8       |
| 2    | Palau               | 3  | 3  | 1 | 7       |
| 3    | Australia           | 2  | 5  | 1 | 8       |
| 4    | Nowa Zelandia       | 2  | 2  | 3 | 7       |
| 5    | Nauru               | 2  | 0  | 0 | 2       |
| 6    | Samoa Amerykańskie  | 1  | 2  | 0 | 3       |
| .    | Polinezja Francuska | 1  | 2  | 0 | 3       |
| 8    | Wyspy Marshalla     | 1  | 1  | 0 | 2       |
| 9    | Mikronezja          | 0  | 2  | 2 | 4       |
|      | Łącznie             | 18 | 18 | 8 | 44      |